# اسپوروفیت

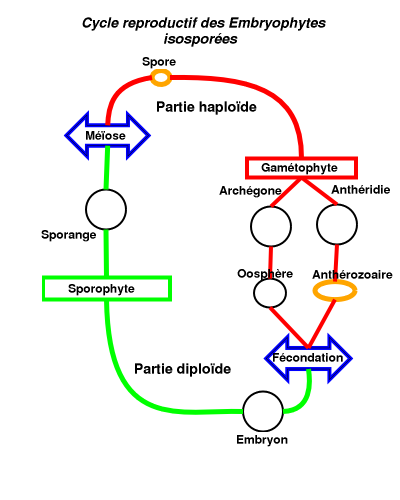
چرخه زندگی گیاهان

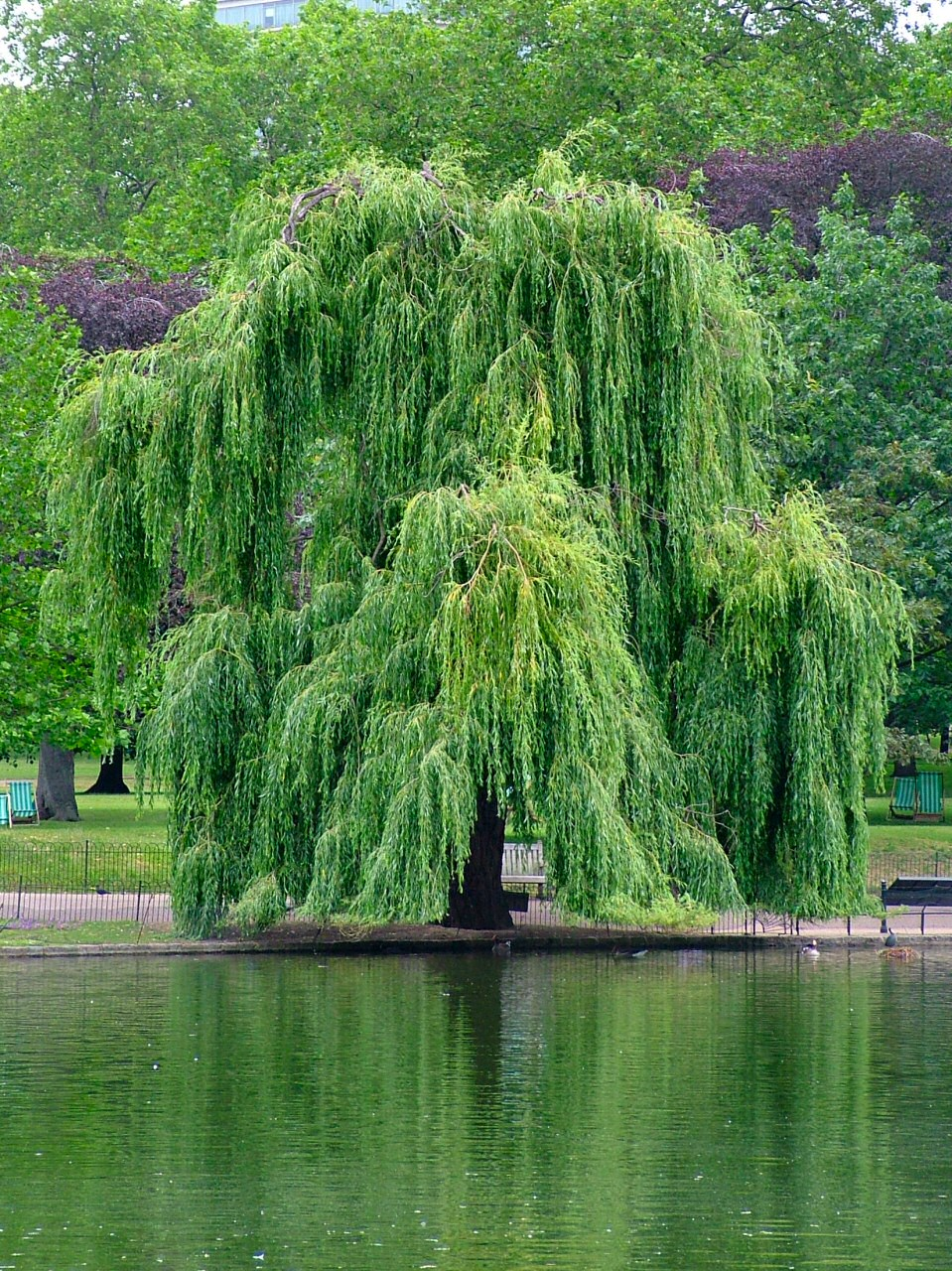
هاگ‌رُست یک گیاه گل‌دار

اسپوروفیت (به انگلیسی: Sporophyte) یا هاگ‌رُست مرحلهٔ دیپلویدی تشکیل هاگ در چرخهٔ زندگی گیاه است. دولاد، جاندار یا یاختهٔ دارای دو دست کروموزم هم‌ساخت است.
اسپوروفیت به نسلی از چرخهٔ زندگی گیاهان گفته می‌شود که هاگ تولید می‌کنند. اسپوروفیت‌ها بر خلاف گامتوفیت‌ها دیپلوید هستند. اسپوروفیت از نمو سلول تخم حاصل از لقاح گامت‌های نر و ماده به وجود می‌آید. اسپوروفیت‌ها در برخی گیاهان چون خزه‌گیان کم‌عمر و به سختی قابل رؤیت است، در حالی که در سرخس‌ها و گیاهان دانه‌دار بخش اعظم چرخهٔ زندگی آن‌ها را تشکیل می‌دهد.